# 1º Reggimento Paracadutisti
Il 1º Reggimento Paracadutisti è stato un reggimento di fanteria paracadutista del Regio Esercito e dell'Esercito Italiano.

## Storia

### Regio Esercito
Il 1º luglio 1940 a Tarquinia, fu costituito il I battaglione paracadutisti, che il 15 luglio cedette la numerazione ai soli carabinieri paracadutisti per divenire II battaglione.
Il I e il II Battaglione paracadutisti e il III Battaglione carabinieri paracadutisti (rinominati rispettivamente II, III e I) nel marzo del 1941 furono aggregati con il IV Battaglione paracadutisti, e con la 1ª Compagnia cannoni controcarro per formare il 1º Reggimento Paracadutisti. Nel giugno 1941 perde il battaglione carabinieri paracadutisti, inviato in Nordafrica.
Insieme al 2° e poi al 3º reggimento paracadutisti, al Reggimento artiglieria paracadutisti e all'VIII Btg guastatori paracadutisti il 1º andò a formare, il 1º settembre 1941, la 1ª Divisione Paracadutisti (poi 185ª Divisione "Cacciatori d'Africa" e quindi mutato in 185ª Divisione Paracadutisti "Folgore").
Nella primavera 1942 il reggimento inizia l'addestramento per l'invasione dell'isola di Malta (operazione C3). Nel luglio 1942, per l'impiego in Africa Settentrionale, con il II e il IV battaglione fu ridenominato 187º Reggimento Paracadutisti (mentre il III Btg andò a costituire il 185°) e nell'agosto 1942 assunse la denominazione "Folgore". Fu sciolto dopo la Battaglia di El Alamein, nel novembre 1942.

### Esercito Italiano
Il 1º gennaio 1963 venne costituito dall'Esercito Italiano il 1º Reggimento paracadutisti - che inquadrava il II ed il V battaglione - e incorporato nella neo costituita I Brigata Paracadutisti.
Il 10 giugno 1967 alla Brigata venne concesso il nome di Folgore, e così ai reggimenti che ne facevano parte e dal 1º luglio successivo il colore del basco divenne amaranto.
Nel 1971 il reggimento perse 46 paracadutisti del 2º battaglione nella tragedia della Meloria.
Tra il 1973 e 1974 il reggimento era di stanza a Livorno nella Caserma “Vannucci”. Fu sciolto nel 1975, con l'abolizione del livello reggimentale, e non più ricostituito.